# Castronovo di Sicilia
Castronovo di Sicilia est une commune italienne de la province de Palerme dans la région Sicile en Italie.

## Administration
| Période                                  | Période | Identité | Étiquette | Qualité |
| ---------------------------------------- | ------- | -------- | --------- | ------- |
|                                          |         |          |           |         |
| Les données manquantes sont à compléter. |         |          |           |         |

### Hameaux
Marcatobianco

### Communes limitrophes
Alia, Bivona, Cammarata, Lercara Friddi, Palazzo Adriano, Prizzi, Roccapalumba, Santo Stefano Quisquina, Sclafani Bagni, Vallelunga Pratameno